# Асмуссен, Гуннар
Гуннар Генри Асмуссен (дат. Gunnar Henry Asmussen; род. 10 мая 1944, в Орхусе, Дания) — датский трековый и шоссейный велогонщик. Чемпион летних Олимпийских игр 1968 года в командной гонке преследования. Участник летних Олимпийских игр 1972 года.

## Достижения

### Трек
1968
1-й  Летние Олимпийские игры — Командная гонка преследования
1969
1-й  Чемпион Дании — Командная гонка преследования
1970
1-й  Чемпион Дании — Индивидуальная гонка преследования
1-й  Чемпион Дании — Командная гонка преследования
1971
1-й  Чемпион Дании — Командная гонка преследования
1974
1-й  Чемпион Дании — Командная гонка преследования
1976
1-й  Чемпион Дании — Командная гонка преследования

### Шоссе
1964
1-й  Чемпион Дании — Командная гонка с раздельным стартом
1965
1-й  Чемпион Дании — Командная гонка с раздельным стартом
1971
1-й  Чемпион Дании — Индивидуальная гонка
1972
3-й Чемпионат Дании — Командная гонка с раздельным стартом